# 田澤義鋪

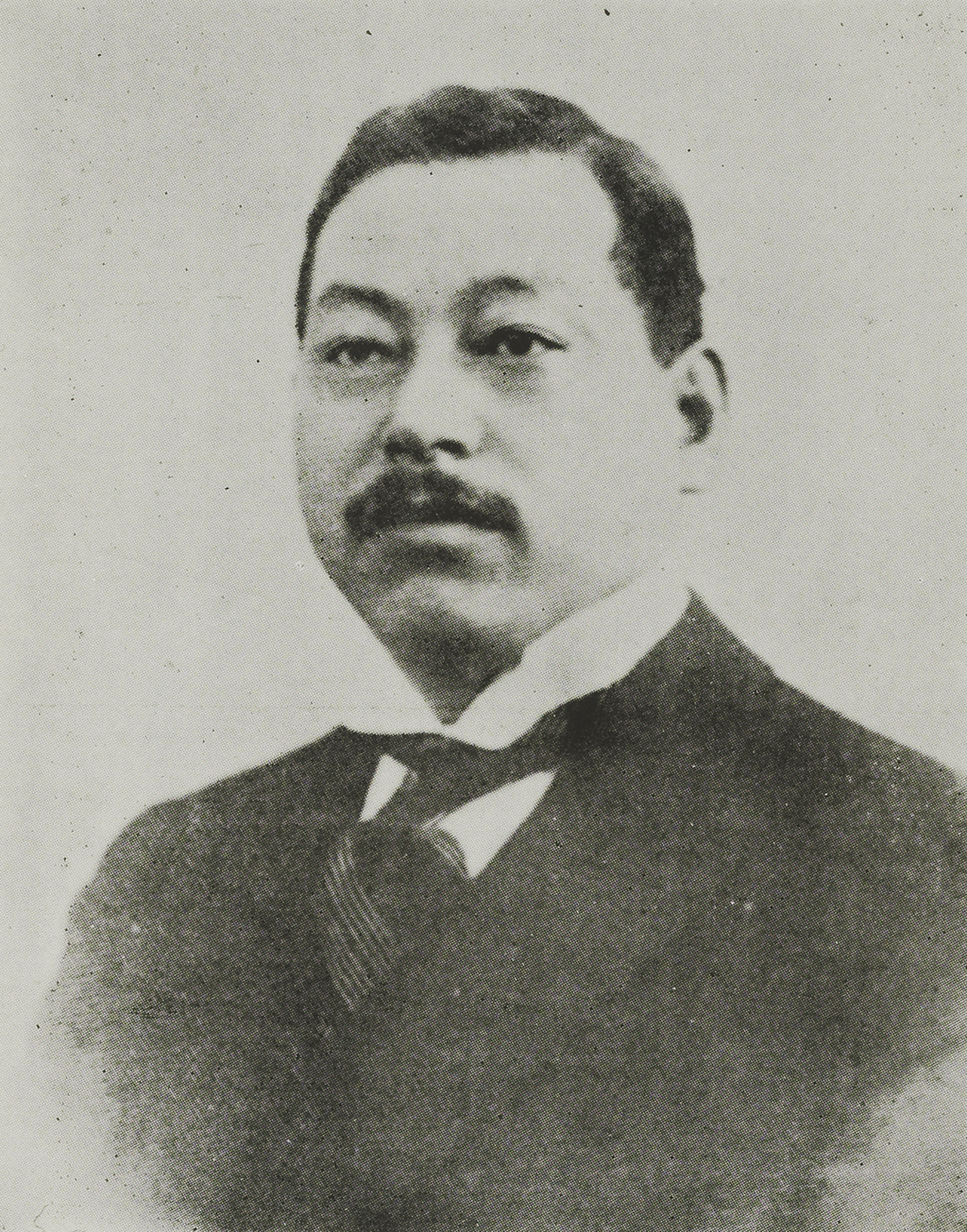
田澤義鋪

田澤 義鋪（たざわ よしはる、1885年（明治18年）7月20日 - 1944年（昭和19年）11月24日）は、大正期及び昭和初期の社会教育家、政治家、思想家。佐賀県鹿島市出身。
青年教育と政治教育そして選挙粛正に一生を捧げた。とりわけ青年団運動及び青年教育に尽力した活動が知られており、「青年団の父」と称されている。

## 経歴
1885年（明治18年）7月20日、佐賀県藤津郡鹿島村（現鹿島市）大字高津原434番地に、父義陳・母みすの長男として生まれる。4歳で鹿島小学校に入学。幼少時は、旧鹿島藩主鍋島直彬の薫陶を受ける。1901年(明治34年）旧制佐賀県立鹿島中学校（現佐賀県立鹿島高等学校）卒業。熊本第五高等学校 (旧制)を経て1909年（明治42年）東京帝国大学法科大学政治学科を卒業。同年11月に高等文官試験（高文試験）に合格、内務省に入省する。
1910年（明治43年）8月、25歳の若さで静岡県安倍郡へ出向し郡長に任命される。郡長となった当時、日本は日露戦争で疲弊しており、地方農村の経済的並びに人的基盤における建て直しが急務であった。このため田澤は、学校教育とは無縁の勤労青年に、教育・自己修練の場を与える活動を展開し、彼らと寝食を共にしながら指導にあたった。田澤の「青年団運動」挺身のきっかけの一つは、広島県の小学校教師山本滝之助の情熱であった。彼は広島で青年教育を指揮し全国へ青年指導の重要性を訴え、地方の青年組織支援を内務省へ働きかけていた。　
1915年（大正4年）、明治天皇と昭憲皇太后を祀る明治神宮の創建が決まると、内務省明治神宮造営局総務課長に異動。全国から青年団員を集め、彼らの勤労奉仕で明治神宮を造営することを提案し実行に移した。現在の明治神宮や外苑の木々（いわゆる「神宮の杜」）は造営時に全国の青年団員が持ち寄ったものであることは知られているが、これは田澤のアイデアによるものである。全国から集った青年団のこの活動は、田澤の主唱の下、1925年（大正14年）の大日本連合青年団結成および日本青年館建設へとつながっていく。
1920年（大正9年）、財団法人協調会の常務理事に就任。講習会などを通じ青年労働者の教育に携わる。1924年（大正13年）、静岡県安倍郡の青年団に乞われ、静岡3区から第15回衆議院議員総選挙に無所属で立候補。制限選挙の中で、「国民政治の確立と道徳政治の実現」のため、「選挙の改善」を唱えて一切の選挙不正を排した「理想選挙」で挑むも、250票の小差で次点落選。同年10月に東京市助役に就任した。
1925年（大正14年）、日本青年館開館式において『道の国日本の完成』と題する記念講演を行う。1926年（昭和元年）、日本青年館ならびに大日本連合青年団の常任理事に就任。1929年（昭和4年）には青年団活動を経験した壮年者による、「地域の魂・社会の良心」をモットーとした協同組織「壮年団」結成の運動を全国へ広げることを目指し、「壮年団期生同盟会」を創立。
1931年（昭和6年）、日本青年館の別館「浴恩館」に青年団指導者養成所（のちに青年団講習所と改名）を開設。自ら指導にあたり、1933年（昭和8年）には同郷同窓の後輩でもあり親友でもあった下村湖人を所長として迎えた。1934年（昭和9年）には、日本青年館ならびに大日本連合青年団理事長となり、1936年（昭和11年）まで務めた。
1933年（昭和8年）12月5日、貴族院議員に勅選された。1936年（昭和11年）、二・二六事件後の廣田内閣組閣の際、内務大臣として入閣を求められたが政治信念とは相容れぬ内閣のために固辞した。
1944年（昭和19年）3月、四国善通寺での講演の際、日本軍の勝利を信じる聴衆を前に「敗戦はもはや絶対に避けがたい」「この苦難を通らなければ平和は来ない」と言い残し壇上で突如意識不明となり倒れる。そのまま同地で療養するも、11月に脳出血のため59年の生涯を閉じた。遺骨は東京都府中市の多磨霊園と佐賀県鹿島市の幸福寺に分けて埋葬された。
　　　　　

## 思想

### 教育論
田澤は青年団を「自然に発生した創立者なき団体」「郷土を同じくする青年の友愛の情を基盤とする共同生活の集団」と定義づけていた。また、青年教育について「画一主義や注入主義を払拭し、自由創造の精神をもって青年には自ら考えさせ、自ら修養させ向上させるべき」という持論があり、自己を磨き自己を成長させるのは、結局は自身による修養しかないという事を愛情を持って気づかせることが教育者の使命であるとした。
戦前、ことに進学率の低かった明治期の青年団に対しては、学校教育の補助教育機関という位置づけのもと、文部省の主導で講習会、映画（当時は活動写真）会、通俗図書の閲覧などによる教育が実施されていた。田澤の考え方はこれらと一線を画すものであり、これは現在における青年団の意義、さらには生涯学習の考え方にも通ずるところがある。
1914年（大正3年）、郡長を務めていた田澤は、地方改良運動の一環として、安倍郡千代田村（現静岡市沓谷）の蓮永寺において、18歳から26歳の青年団員を対象とした講習会を実施する。この講習会の最大の特徴は参加者と講師におよそ一週間の共同生活を課した点であった。その意図は、寝食をともにする事によって相互友愛の精神が芽生え、相手を尊重しあい、個人の意見を集約し集団の意見を作り上げ、そして集団に寄与し貢献することによって自己の存在の意義を実感し、義務感や責任感を培うところにあった。
田澤が考案したこの「宿泊講習」は、テント（天幕）を共同生活の「宿舎」とする「天幕講習」だった。1915年からは、教化団体の修養団がこの天幕講習を取り入れ、田澤も1922年までこれに参加した。この宿泊形式の講習会を実践し続けることで、修養団の活動は全国的なブームとなり、「労使協調」を模索する渋沢栄一の団体協調会の労務者講習会へと発展した。田澤は同会の常任理事を務めた。
このような宿泊型研修の考え方は戦後の青年団の事業にも受け継がれており、現在もこの理念に則った青年リーダー養成事業が日本青年館と日本青年団協議会の共催事業として行われている。（日本青年団協議会については、田澤の理想から大幅に逸脱し「政治団体化」している点に関して、小さくない非難の声がある）

### 全一論
田澤の青年教育論の根底にあったのは「全一論（思想）」と呼ばれる人生観であった。すなわち、人の人生は一個の人生でなく、祖先より子孫に伝承される「縦の永遠の命」であり、また家族・職場・地域ひいては国や民族といった「横の繋がり」の中で相互に影響しあい、ともに営んでいく人生であるという思想である。そして、個々の存在が充分に個性を発揮しつつ、その存在を立派に認められながら渾然たる全体の調和の中に立つとし、個性の充実こそが全体の充実に繋がり、ともに成長発展していくと考えていた。

## 関連施設・団体

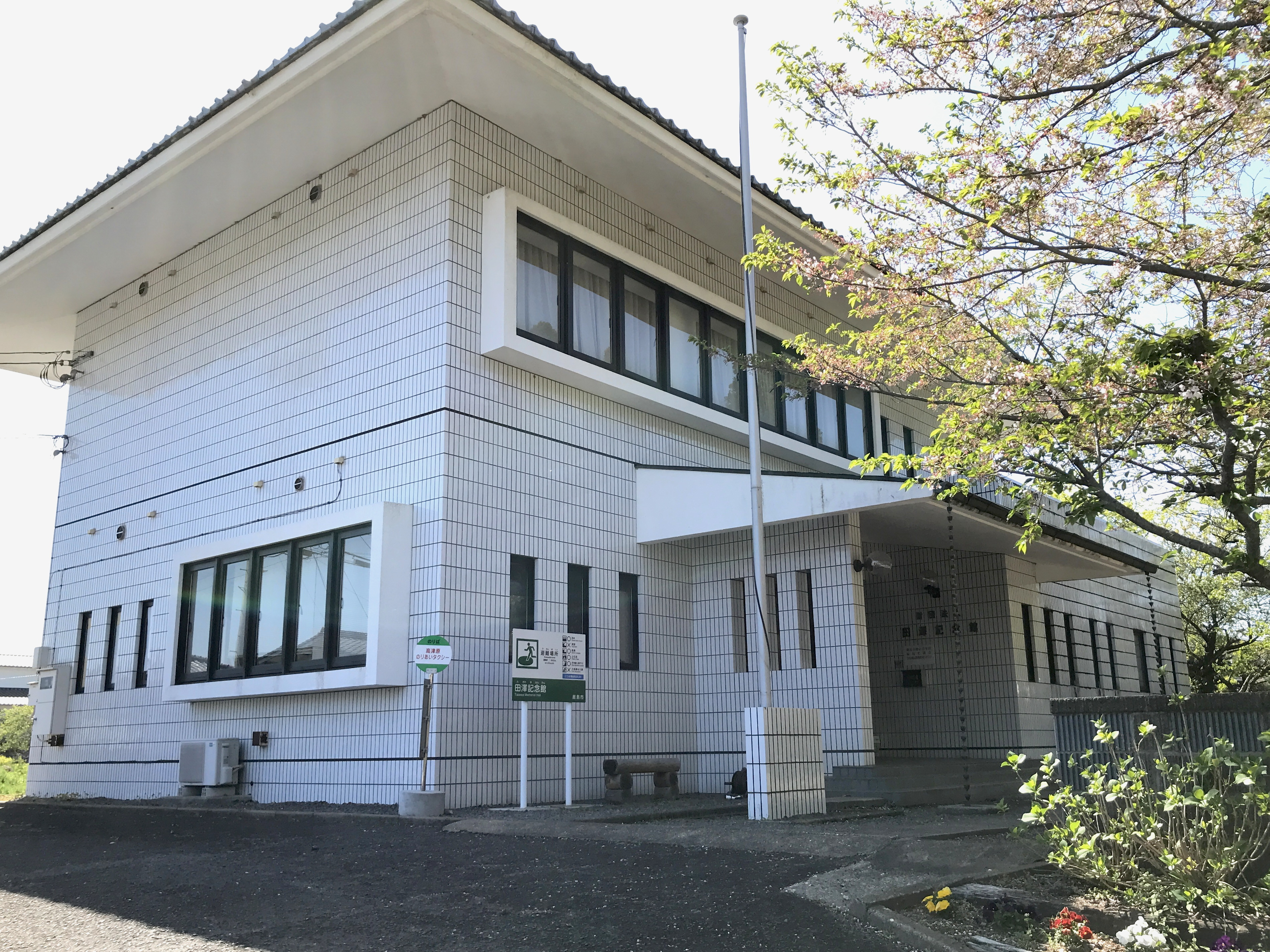
田澤義鋪記念館（佐賀県鹿島市）

- 田澤の残した業績と思想を伝える事を目的に、財団法人田澤義鋪記念会が1952年（昭和27年）設立された。主な活動としては、優れた活動を行った地域青年団を「田澤義鋪賞」として顕彰している。
- 佐賀県鹿島市の生家跡地には、田澤義鋪記念館が1984年（昭和59年）に開館し、地域の教育環境づくりと田澤精神の発揚を目的に活動を行っている。